# Stenellipsis albosignata
Stenellipsis albosignata là một loài bọ cánh cứng trong họ Cerambycidae.